# Dorește-mi un timp nefavorabil
Dorește-mi un timp nefavorabil (titlul original: în letonă Novēli man lidojumam nelabvēlīgu laiku, în rusă Пожелай мне нелётной погоды, transliterat: Pojelai mne neliotnoi pogodî) este un film dramatic leton, realizat în 1980 de regizorul Varis Brasla, protagoniști fiind actorii Akvelīna Līvmane, Andris Bērziņš, Ināra Kalnarāja, Jānis Zariņš. 

## Rezumat
Margarita are 30 de ani. Are o profesie bună, loc de muncă, apartament, prieteni, dar încă nu este căsătorită. 
Un prieten consideră că discernământul excesiv în alegerea unui mire o împiedică să se căsătorească. Pentru a testa candidații, Margarita se preface că are de crescut singură doi copii. Soarta face ca, după moartea tragică bruscă a surorii sale într-un accident de mașină, trebuie să adopte cu adevărat ambii copii ai surorii sale. Acum, testul fidelității trebuie să-l treacă Imants - pilotul, care a devenit brusc persoana cea mai apropiată de ea .

## Distribuție
- Akvelīna Līvmane – Margarita
- Andris Bērziņš – Imants
- Ināra Kalnarāja – Lena
- Jānis Zariņš – Zandbergs
- Uldis Dumpis – Andris
- Bērtulis Pizičs – Maris
- Uldis Pūcītis – Stukans
- Ilze Vazdika – Stukane

## Lansare
A fost lansat în anul 1981 și a avut parte de succes comercial, fiind vizionat de 10,6 milioane de spectatori în cinematografele din Uniunea Sovietică.